# Florent Pagny
Pour les articles homonymes, voir Pagny.
Florent Pagny [flo.rã.pa.ni] est un chanteur et acteur français né le 6 novembre 1961 à Chalon-sur-Saône, en Saône-et-Loire.
Il se fait connaître en 1988 avec le titre N'importe quoi, qui sera suivi par plusieurs succès tels que Si tu veux m'essayer, Bienvenue chez moi, Caruso, Savoir aimer, Chanter, Et un jour, une femme, Ma liberté de penser, ou encore Là où je t'emmènerai. Au total, il a vendu plus de 15 millions de disques.
Il est également une personnalité télévisuelle, il fait partie du jury de The Voice : La Plus Belle Voix en France de 2012 à 2018 ainsi que de 2021 à 2022. Il est de retour sur le siège de coach en 2025.

## Biographie

### Enfance et jeunesse
Florent Pagny naît le 6 novembre 1961 à Chalon-sur-Saône. Fils de Jean Pagny, ébéniste, et d'Odile, secrétaire et fan de Luis Mariano, tous deux originaires de Saint-Laurent-d'Andenay dans un quartier ouvrier en bordure de champ appelé « la cité des quarts » en Bourgogne, il a grandi au sein d'une famille de quatre enfants. Originaire de Bourgogne, il vit à Châtenoy-le-Royal puis à Saint-Rémy (où il habite de six à onze ans) ; par la suite, sa famille déménage (en 1972), passe par Divonne-les-Bains puis s'installe à Bonneville en Haute-Savoie,, ville dont il devient citoyen d'honneur en 2017. À treize ans, il commence à chanter dans les cafés, sur les podiums de sa région et lors de radio-crochets reprenant des chansons de Luis Mariano, Michel Sardou ou Gérard Lenorman. À seize ans, en accord avec ses parents, il abandonne l'école et monte à Paris où il vit de petits boulots (baby-sitter, courtier en publicité, barman…). Parallèlement, il prend des cours de théâtre puis fréquente le conservatoire de Levallois-Perret durant trois ans,. Il y apprend les bases du chant classique et développe sa voix de baryton-martin mais refuse d'entrer au Conservatoire national supérieur de musique de Paris pour devenir chanteur d'opéra, aspirant à une carrière pop française.

### Années 1980: de la comédie à la chanson
Florent Pagny commence sa carrière d'artiste comme acteur au cinéma ainsi qu'à la télévision. Barman de nuit dans la boîte  Broad du quartier des Halles, il est repéré par Dominique Besnehard. Recalé lors de l'audition pour un petit rôle dans le film Diva, il rencontre en 1980 Marceline Lenoir qui devient son agent. Elle lui trouve, dès 1981, de petits rôles, notamment dans La Balance, L'As des as, L'Honneur d'un capitaine, Fort Saganne, Inspecteur la Bavure, Les Surdoués de la première compagnie et La Chaîne.
En 1987, il écrit et compose sa première chanson, N'importe quoi, qui est un réquisitoire contre la drogue, et qu'il a écrit pour un ami. Ce titre, produit par Gérard Louvin, connaîtra un grand succès (8 semaines à la première place du Top 50). Suit un second succès (Laissez-nous respirer) en 1988 et une reprise remarquée de Comme d'habitude en 1989.

### Années 1990: succès et difficultés
Son premier album, Merci, sort en 1990 et est certifié disque d'or.
Florent Pagny vit alors une histoire d'amour avec Vanessa Paradis,, relation qui fait les choux gras de la presse, qui ne se prive pas de critiquer leur différence d'âge ainsi que sa forte personnalité.
Principal auteur de ses chansons, Pagny réplique avec le titre Presse qui roule qui s'attaque directement aux journalistes. Le boycott de la presse écrite et des problèmes personnels causent un déclin des ventes[source insuffisante]. Son deuxième album, Réaliste (1992), n'est pas un succès.
De 1993 à 1995, il participe aux spectacles des Enfoirés.
L'album Rester vrai (1994), dont il a écrit cinq titres, marque un renouveau : Jean-Jacques Goldman lui compose sous le pseudonyme de Sam Brewski trois chansons et lui présente de nouveaux collaborateurs.
Si le premier single Est-ce que tu me suis est un échec en mai 1994 (2 semaines au bas du top 50), Si tu veux m'essayer, écrit également par Goldman, devient un succès en fin d'année. Finalement, l'album franchit la barre des 300 000 exemplaires.
Bienvenue chez moi (1995), et la semi-compilation qui suit lui, permettent de renouer vraiment avec le succès avec près de deux millions d'exemplaires écoulés. Florent Pagny y reprend Caruso de Lucio Dalla et Oh Happy Day. Sa tournée en 1996 est une réussite avec un passage au Zénith de Paris et à Bercy.
Par la suite, Pagny décide de ne plus écrire ses chansons et d'être simplement interprète. Sa stratégie est couronnée de succès.
Pour son nouvel album en 1997, Savoir aimer, Florent Pagny fait appel aux compositeurs du moment, Jean-Jacques Goldman, Erick Benzi, Jacques Veneruso ainsi qu'à un nouveau compositeur, Pascal Obispo, qui lui signe Savoir aimer avec Lionel Florence. Ce premier single a un succès immédiat tout comme l'album, salué par la profession qui lui décerne la Victoire de la musique de l'artiste interprète masculin remise le 20 février 1998.
Après un double-album live, Pagny sort un album de reprises, en 1999 : RéCréation. De Jolie môme à Antisocial, il mélange les genres sur des arrangements électroniques dans la veine du moment .

### Années 2000: des années créatives

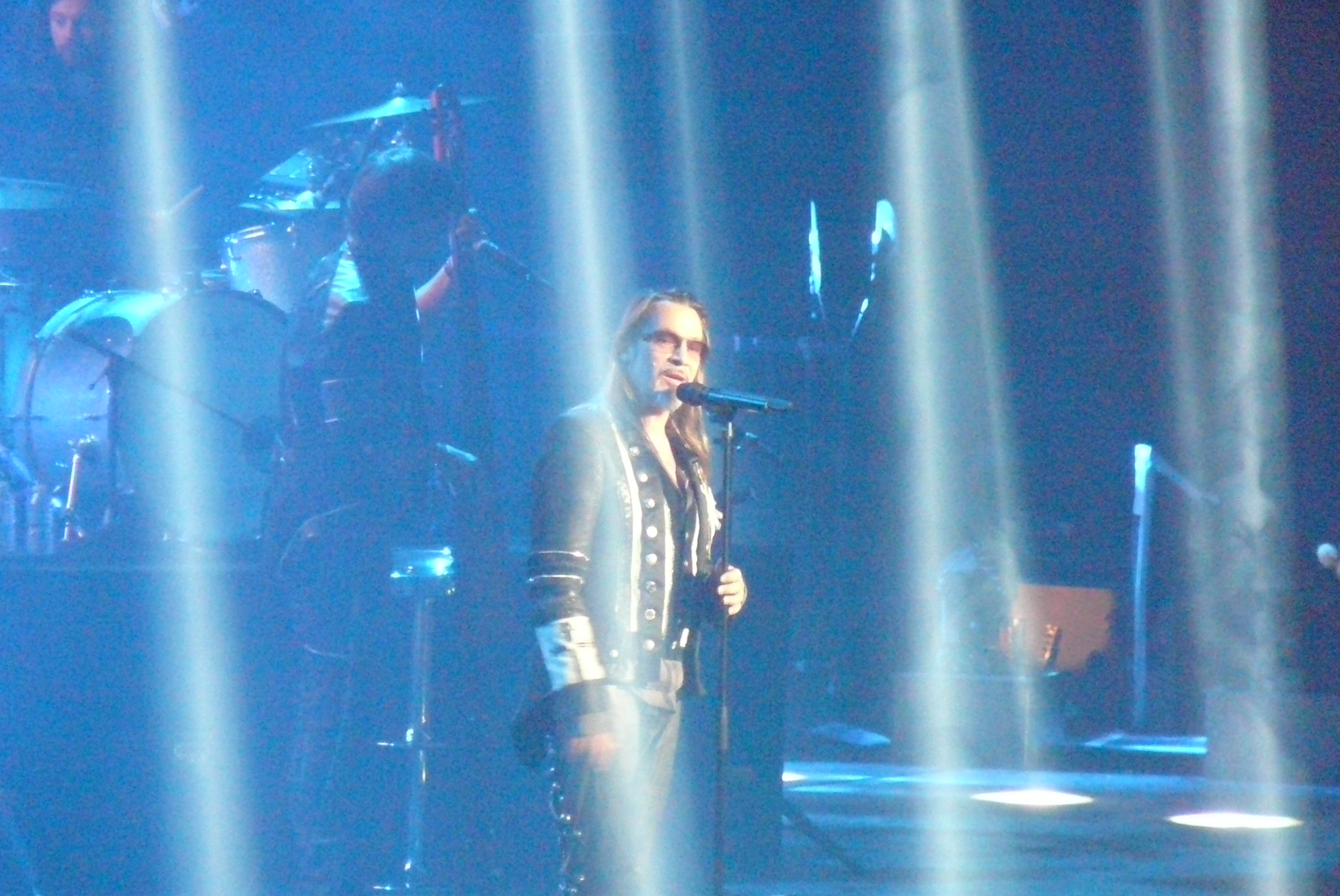
Florent Pagny à Forest National le 23 octobre 2014 lors de sa tournée Vieillir ensemble.

Les années 2000 sont des années très riches pour Florent Pagny qui alterne les albums originaux et de reprises (du moins en partie) en changeant régulièrement de look et de style musical : Châtelet Les Halles en 2000, dont la plage-titre est signée par Calogero puis 2, un album de duos en 2001. La même année, il est le parrain de la première saison de la Star Academy sur TF1. Il prête sa voix à deux livres-disques pour enfants (les contes de la Baleine Bleue chez MFG) sur des textes de Jérôme Eho. Il sort l'album Ailleurs land en 2003 dont le premier extrait signé Obispo-Florence, traite de ses problèmes avec le fisc (Ma liberté de penser) et, enfin, en 2004, un album issu du répertoire lyrique, Baryton. Artiste apprécié d'un large public, Pagny connaît un succès régulier.
En 2006, il est condamné à 15 000 euros d'amende et six mois de prison avec sursis pour fraude fiscale, après ne pas avoir payé de TVA en 1997 et minoré ses revenus d’un demi-million d’euros pour les années 1996 et 1997,,.
En 2006, son album Abracadabra est le premier depuis 1997 à ne comporter aucune chanson écrite par Pascal Obispo. Pagny se tourne davantage vers d'autres compositeurs comme Daran.
Il sort en 2007 un album de reprises de Jacques Brel intitulé Pagny chante Brel. En novembre 2008, il sort De part et d'autre, triple best-of comprenant 49 chansons dont quatre inédites.
Il enregistre ensuite en Floride l'album C'est comme ça (2009) qui, contrairement à ce que son titre peut faire croire, est entièrement en espagnol.

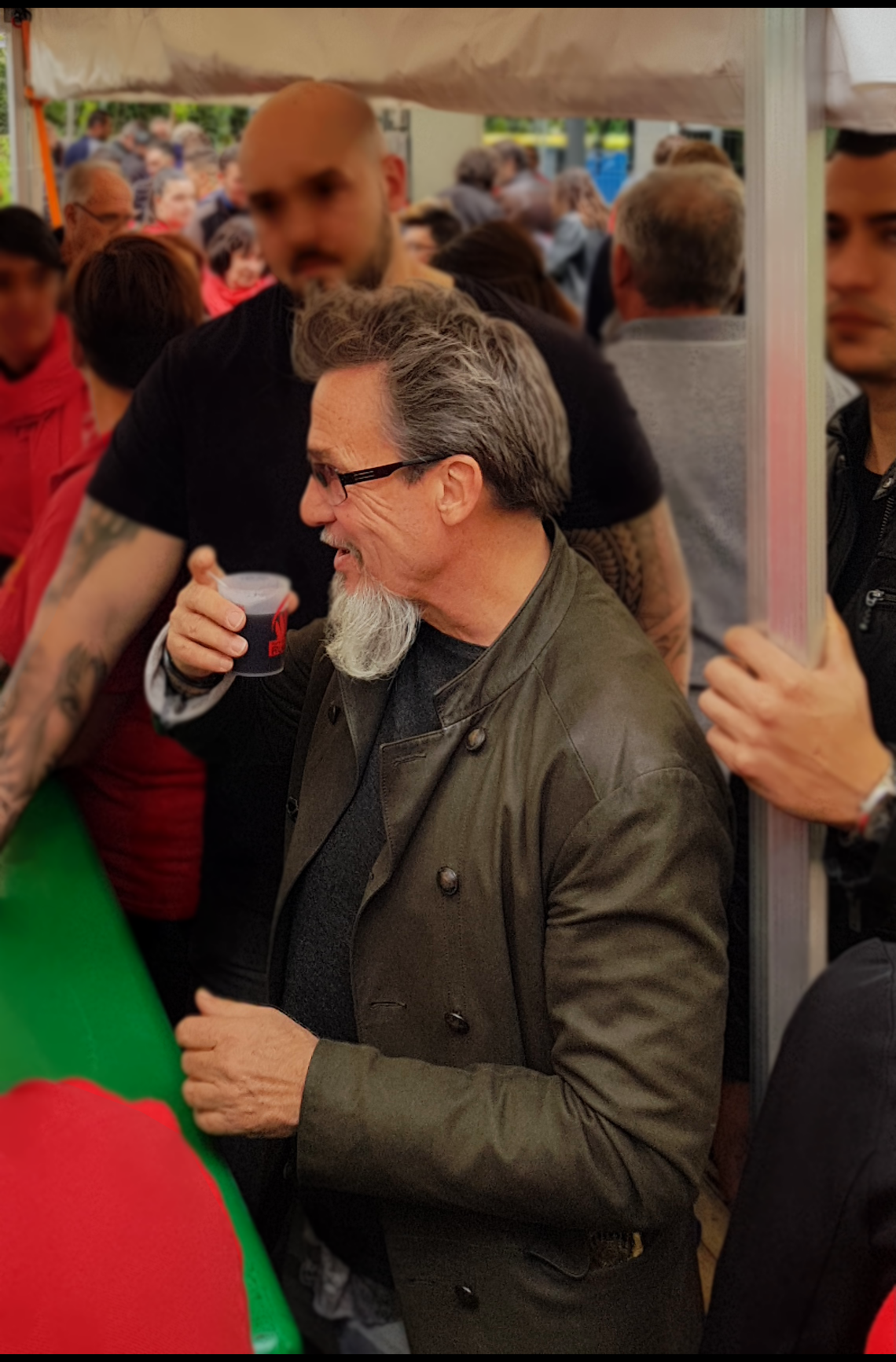
Le chanteur Florent Pagny lors du festival Coutellia à Thiers en 2019.

### Années 2010: des projets diversifiés
En novembre 2010, il sort l'album original Tout et son contraire qui marque ses retrouvailles avec Pascal Obispo avec qui il chante en duo. En 2011, Florent Pagny se lance dans une tournée acoustique pour fêter ses 50 ans : il sillonne la France du 6 au 30 novembre.
Pour cette série de spectacles dont les billets sont mis en vente sur vente-privee.com, il a choisi la configuration d’un set acoustique des plus intimistes qui fait suite à ses concerts au Théâtre Marigny en juin 2011. C’est simplement accompagné d’un piano et d’une contrebasse qu’il revisite des chansons de son répertoire et celles des grands noms de la chanson française tels que Piaf, Nougaro, Brel, Aznavour, Trenet, Barbara, Bécaud, ou encore Ferré.
De 2012 à 2018, il est coach de l'émission The Voice : La Plus Belle Voix. Stéphan Rizon, qu'il a coaché, remporte la première édition du télé-crochet, alors que Slimane lui offre une seconde victoire en tant que coach dans la saison 5. En 2016, il annonce qu'il arrêtera de participer à l'émission après celle de 2018.
Le 22 octobre 2012 sort l'album Baryton. Gracias a la vida, qui se vend à 100 000 exemplaires.
En juin 2013 sort le single Les murs porteurs, premier extrait de l'album Vieillir avec toi édité le 4 novembre de la même année, entièrement composé par Calogero et certifié disque de diamant.
En novembre 2014, il participe à l'album A Musical Affair d'Il Divo.

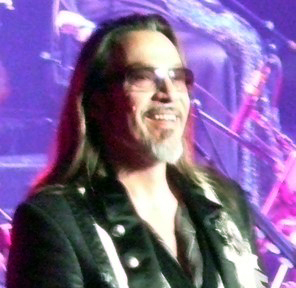
Florent Pagny en 2014.

Le 29 avril 2016 sort son troisième album en espagnol, Habana. Enregistré à Cuba, l'album est écrit et composé par Raúl Paz et porté par le single Encore. Un nouvel album, Le Présent d'abord paraît le 22 septembre 2017. Le premier single, qui donne le titre à l'album, est sorti en mai 2017 et a été composé par Maître Gims. Un album de reprises de chansons francophones, intitulé Tout simplement, sort le 30 mars 2018.
Le 7 juin 2019 sort son 19e album studio, Aime la vie. Il comprend C'est ta route, en duo avec Anne Sila.

### Années 2020: de nouveau coach dansThe Voice
Florent Pagny est coach de The Voice : La Plus Belle Voix depuis la saison 1, avec 10 participations. Après une pause en 2019 et 2020, il retrouve son rôle de coach en 2021, dans la dixième saison, avec à ses côtés : Amel Bent, Marc Lavoine et Vianney, le nouveau venu.
Atteint d’un cancer, il ne retrouve pas son fauteuil en 2023, pour la saison 12 , mais est de retour pour la saison 14 en 2025.

### Vie privée
Entre 1982 et 1985, il a une relation tumultueuse et « toxique », selon ses propres dires, avec l'actrice Patricia Millardet.
Entre 1988 et 1991, il est le compagnon de la chanteuse Vanessa Paradis,. Les médias s'émeuvent de cette relation, au vu de la différence d'âge des deux artistes (elle a alors 15 ans et lui 26 ans).
Depuis 1993, il vit en couple avec Azucena Caamaño (artiste peintre et ancien mannequin argentin), avec qui il a eu deux enfants, Inca (né en 1996) et Aël (née en 1999). Ils se sont mariés en 2006. À partir de 1997, il partage sa vie entre la France et la Patagonie (Camarones). Cet exil lui permet, dit-il, de vivre une vie normale et équilibrée. En quittant la France, il a également choisi l'expatriation fiscale.
Le 27 janvier 2005, il est condamné pour fraude fiscale.
Depuis 2010, en fonction de ses activités, il jongle entre la France, Miami (États-Unis) et la Patagonie (Argentine).
En 2017, il s'installe au Portugal pour de « vraies raisons fiscales »,. Il évoque ainsi les « trois règles fiscales » qui l’ont attiré : « pas d’impôt sur la succession, pas d’impôt sur la fortune, pas d’impôt sur les royalties pendant 10 ans ». Il rencontre en 2018 le président français Emmanuel Macron afin de discuter de ses impôts. Il revient en France en 2021, après la suppression de l’impôt sur la fortune décidée par le président français et la chute de l'industrie du disque, qui rendait moins avantageuse l'absence d'impôts sur les royalties offertes par le Portugal.
En 2023, il prend la décision de renoncer à consommer de la viande, pour participer à son échelle à la protection de l'environnement.

#### Problèmes de santé
Le 25 janvier 2022, il annonce souffrir d’un cancer du poumon et annule la tournée de ses 60 ans. En octobre 2022, sur le plateau de l'émission Taratata, il déclare aller mieux, après avoir déjà rassuré sur son état de santé en août.
Le 5 mars 2023, dans une interview donnée pour l'émission de TF1 Sept à huit, on apprend que sa maladie aurait récidivé. Le 2 avril, il confirme que son cancer est de retour et annonce qu'il va entamer une troisième chimiothérapie,.
Le 17 juin 2023, il annonce sur RTL qu'il va désormais beaucoup mieux et que son cancer s'est désormais éloigné, il reste cependant prudent et continue à suivre un traitement. Fin août 2023, il est réhospitalisé à la suite d'une évolution de son cancer.

#### Écriture
En avril 2023, Florent Pagny sort son autobiographie, Pagny par Florent (Fayard), écrite en collaboration avec Emmanuelle Cosso-Merad.

### Œuvres caritatives
Florent Pagny est parrain membre d'honneur de l'Association européenne contre les leucodystrophies (ELA). Le 1er septembre 2023, un concert solidaire tourné en juin 2023 au profit de l’association est diffusé sur TF1, dans le concert, la carrière du chanteur est célébrée.
Il participe à sept reprises aux concerts des Enfoirés au profit des Restos du cœur (1993, 1994, 1995, 2002, 2016, 2019 et 2021).

## Dans la culture populaire
- En 1991, le groupe d'humoristes Les Inconnus monte l'interview parodique d'un chanteur « moraliste » fictif, « Florent Brunel », suivi d'un clip caricatural. Le sketch est clairement inspiré de Florent Pagny et de Patrick Bruel.

- Le rappeur Kalash Criminel l'évoque dans son titre La Sacem de Florent Pagny (La Fosse aux lions, 2018).

## Discographie

### Albums studio
| Année | Titre                      | Singles | Certification en France |
| ----- | -------------------------- | --- | ----------------------- |
| 1990  | Merci                      | - J'te jure - Ça fait des nuits - Presse qui roule - Prends ton temps                                                                                        | Or                      |
| 1992  | Réaliste                   | - Tue-moi - Qu'est-ce qu'on a fait | Argent                  |
| 1994  | Rester vrai                | - Est-ce que tu me suis ? - Si tu veux m'essayer | 2 × Or                  |
| 1997  | Savoir aimer               | - Savoir aimer - Chanter - D'un amour l'autre - Dors | Diamant                 |
| 1999  | RéCréation                 | - Jolie Môme - Les Parfums de sa vie (je l'ai tant aimée) | Platine                 |
| 2000  | Châtelet Les Halles        | - Et un jour, une femme - Châtelet les Halles - Terre | 2 × Platine             |
| 2001  | 2                          | - L'air du temps (en duo avec Cécilia Cara) | 2 × Or                  |
| 2003  | Ailleurs land              | - Ma liberté de penser - Je trace | Diamant                 |
| 2004  | Baryton                    | - Io le canto per te | 2 × Platine             |
| 2006  | Abracadabra                | - Là où je t'emmènerai - Le mur - À tout peser à bien choisir                                                                                                | Platine                 |
| 2007  | Pagny chante Brel          | |                         |
| 2009  | C'est comme ça             | - C'est comme ça - Amar y amar | 2 × Platine             |
| 2010  | Tout et son contraire      | - Si tu n'aimes pas Florent Pagny - Te jeter des fleurs - 8e merveille - Je laisse le temps faire (en duo avec Pascal Obispo)                                |                         |
| 2012  | Baryton. Gracias a la vida | - La Soledad - A la huella, a la huella | Platine                 |
| 2013  | Vieillir avec toi          | - Les Murs porteurs - Vieillir avec toi - Le Soldat - Combien de gens                                                                                        | Diamant                 |
| 2016  | Habana                     | - Encore | Platine                 |
| 2017  | Le Présent d'abord         | - Le Présent d'abord - La Beauté du doute - Immense | 2 × Platine             |
| 2018  | Tout simplement            | |                         |
| 2019  | Aime la vie                | - Rafale de vent |                         |
| 2021  | L'Avenir                   | - L'Instinct - L'avenir | Platine                 |
| 2023  | 2 bis                      | - Et un jour, une femme (avec Christophe Maé) - Là où je t'emmènerai (avec Carla Bruni) - Châtelet les Halles (avec Calogero) - Je te promets (avec Jenifer) |                         |
| 2025  | Grandeur nature            | - T'aimer encore - Grandeur nature |                         |

### Compilations et intégrale
| Année | Titre                               | Singles                 | Certification en France |
| ----- | ----------------------------------- | ----------------------- | ----------------------- |
| 1995  | Bienvenue chez moi                  | - Caruso - Oh Happy Day | Diamant                 |
| 2008  | De part et d'autre - Triple Best of |                         | Or                      |
| 2014  | Panoramas                           |                         |                         |
| 2018  | Toujours et encore                  |                         |                         |

### Albums live
| Année | Titre                                 | Certification en France |
| ----- | ------------------------------------- | ----------------------- |
| 1998  | Florent Pagny en concert              |                         |
| 2004  | Été 2003 à l'Olympia                  | Or                      |
| 2005  | Baryton - L'intégrale du spectacle    |                         |
| 2012  | Ma liberté de chanter - Live acoustic |                         |
| 2014  | Vieillir ensemble - Le live           |                         |

### Collaborations musicales
- 1986 : Boomerang, chanson générique du film Blessure de Michel Gérard
- 1989 : participation à la chanson Pour toi Arménie
- 1993 : participation aux Enfoirés : Les Enfoirés chantent Starmania
- 1994 : participation aux Enfoirés : Les Enfoirés au Grand Rex (Oh Happy Day avec Carole Fredericks et la Chorale des Chérubins de Sarcelles)
- 1995 : participation aux Enfoirés : Les Enfoirés à l'Opéra-Comique
- 1995 : compilation Taratata :  Quelque chose de Tennessee en duo avec Johnny Hallyday
- 1996 : reprise d'Amsterdam de Jacques Brel sur un collector offert par les distributeurs à l'occasion de la Fête du disque
- 1997 : participation à la comédie musicale Émilie Jolie dans le rôle du prince charmant débutant
- 1998 : participation au concert de Luciano Pavarotti à Modène au profit des enfants victimes de la guerre civile au Nigeria : duo sur La donna è mobile,
- 1998 : participation au concert au stade de France de Johnny Hallyday : duo sur Le Pénitencier
- 1998 : participation à la chanson Sa raison d'être (single et album Ensemble), pour Ensemble contre le Sida
- 2000 : Vendeurs de larmes sur l'album Balavoine : Hommages…
- 2000 : participation à la chanson Noël ensemble et à l'album éponyme pour Ensemble contre le Sida
- 2000 : participation au concert à la tour Eiffel de Johnny Hallyday : duo sur La Musique que j'aime
- 2001 : participation à l'album live Millésime de Pascal Obispo : duo sur Et un jour, une femme
- 2002 : participation aux Enfoirés : Tous dans le même bateau (concerts non filmés)
- 2003 : participation au concert au Parc des Princes de Johnny Hallyday : duo sur Pense à moi
- 2003 : participation à Night of the Proms, aux côtés de Julie Zenatti, John Miles, Cunnie Williams…
- 2004 : single Y'a pas un homme qui soit né pour ça avec Calogero et Pascal Obispo pour Ensemble contre le Sida
- 2004 : Amade - Chanter qu'on les aime  feat. Corneille (chanteur), Florent Pagny, Natasha St Pier, Nolwenn Leroy, Yannick Noah, Jenifer, Chimène Badi, Diane Tell, Calogero, Bénabar, Tété, Diam's, Anthony Kavanagh, Nadiya, Tragédie (groupe), Willy Denzey, Lokua Kanza, M.Pokora et Singuila.
- 2007 : duo avec Marc Lavoine, Un ami, sur l'album Les Duos de Marc de Marc Lavoine
- 2010 : duo avec Big Ali, Des Larmes de sang, sur l'album Louder de Big Ali
- 2012 : duo avec Diego Torres, Te puedo acompañar, sur l'album Disinto de Diego Torres
- 2013 : participation au concert à Bercy de Johnny Hallyday : duo sur 20 ans
- 2014 : duo avec Il Divo, Belle, sur l'album A Musical Affair. French Version.
- 2015 : duo avec Anggun, Nos vies parallèles sur l'album Toujours un ailleurs d'Anggun
- 2016 : participation aux Enfoirés : Au rendez-vous des Enfoirés (uniquement à la chanson et au clip Liberté)
- 2016 : La vie ne m'apprend rien sur l'album Balavoine(s), en hommage à Daniel Balavoine
- 2019 : participation aux Enfoirés : Le Monde des Enfoirés
- 2019 : Ballade pour un fou (loco, loco) sur l'album Duos de Julien Clerc
- 2020 : Pour les gens du secours[56]
- 2021 : participation aux Enfoirés : Les Enfoirés à côté de vous
- 2022 : duo avec Kendji Girac, Encore sur l'album L'école de la vie

## Filmographie

### Cinéma
- 1980 : Inspecteur la Bavure de Claude Zidi : un ami de Michel Clément
- 1981 : Les Surdoués de la première compagnie de Michel Gérard : un bidasse
- 1981 : L'amour nu de Yannick Bellon : un jeune homme au bar
- 1982 : T'es folle ou quoi ? de Michel Gérard
- 1982 : L'As des as de Gérard Oury : un boxeur
- 1982 : La Balance de Bob Swaim : Simoni
- 1982 : L'Honneur d'un capitaine de Pierre Schoendoerffer : La Ficelle
- 1983 : Effraction de Daniel Duval : le jeune homme au break
- 1984 : Fort Saganne d'Alain Corneau : Lucien
- 1984 : Les Fauves de Jean-Louis Daniel : Nino
- 1985 : Blessure de Michel Gérard :
- 1986 : La Femme de ma vie de Régis Wargnier : Serge
- 1987 : François Villon - le poète vagabond de Sergiu Nicolaescu
- 1987 : Les Keufs de Josiane Balasko : Jean-Pierre
- 1990 : La Fille des collines de Robin Davis : Tom
- 1995 : Tom est tout seul de Fabien Onteniente : Tom
- 2003 : Quand je vois le soleil de Jacques Cortal : Raphaël
- 2003 : Les Visages d'Alice de David Ungaro : Manuel Weiss
- 2003 : Les Clefs de bagnole de Laurent Baffie : un comédien qui refuse de tourner avec Laurent

### Télévision
- 1982 : Non récupérables (téléfilm) : Birollet
- 1982 : Marion de Jean Pignol (série télévisée) : Chris
- 1983 : Fou comme l'oiseau de Fabrice Cazeneuve (téléfilm) : Pierre Louvran
- 1984 : L'Ennemi public n° 2, 1er téléfilm de Série noire (série télévisée) : Serge
- 1985 : Le mariage blues (téléfilm) : Jim
- 1985 : Néo Polar (série télévisée) : Jean Lortie
- 1987 : Cinéma 16 - Le Loufiat de Michel Boisrond (série télévisée) : Michel
- 1988 : La Chaîne de Claude Faraldo (série télévisée) : Gérard Franck
- 1992 : Jo et Milou de Josée Dayan (téléfilm) : Milou
- 2004 : Milady de Josée Dayan (téléfilm) : D'Artagnan
- 2010 : Blackout de René Manzor (téléfilm) : Manuel Weiss
- 2023 : Je te promets : lui-même

### Films institutionnels
- 1982 : Tous les garçons s'appellent Philippe de Claude Lallemand (films SIRPA) : Philippe

## Émissions de télévision
- 2001 : parrain de la Star Academy (saison 1) sur TF1
- 2012 à 2018, 2021 à 2022 et depuis 2025[57]: coach dans l'émission The Voice : La Plus Belle Voix sur TF1

## Distinctions

### Décorations
Officier de l'ordre des Arts et des Lettres (nommé directement officier, 2025).

### Hommages
L'astéroïde (197864) Florentpagny est nommé en son honneur.

## Sources et références
- www.lescharts.com (classement des singles)

1. ↑  « The Voice - Florent Pagny », sur tf1.fr via Wikiwix (consulté le 30 octobre 2023).
2. 1 2  « Un espace Florent Pagny, sur les lieux de son enfance », Le Journal de Saône-et-Loire,‎ 24 décembre 2016, p. 2 (lire en ligne, consulté le 16 juillet 2019).
3. ↑  « Florent Pagny », sur last.fm (consulté le 16 juillet 2019).
4. ↑  Odile Pagny, Retraitée, musicienne et mère de star, Lionne.fr, vendredi 16 octobre 2009.
5. 1 2 3  « Des ronds, des ronds, petit Patagon », sur liberation.fr, 11 juillet 2003.
6. ↑  « Florent Pagny devient citoyen d'honneur de Bonneville », France Bleu,‎ 26 octobre 2017 (lire en ligne, consulté le 20 décembre 2017).
7. 1 2 3 4  « Florent Pagny », sur rfimusique.com.
8. 1 2 3 4 5  « Florent Pagny pour les nuls », sur lematin.ch, 11 mai 2001.
9. 1 2 3 4  « Florent Pagny - Chronologie », sur francodiff.org.
10. 1 2  « Florent Pagny », sur parismatch.com.
11. ↑  Jacques Pessis, Chronique de la chanson française, Éd. Chronique, 2003, p. 192.
12. ↑  Biographie de Florent Pagny, sur music-story.com.
13. ↑  « Biographie », sur ramdam.com.
14. ↑  « N'importe quoi », sur chartsinfrance.net, 2011.
15. ↑  Émission La Télé de A à Z diffusée sur La Deux le 4/9/2015.
16. 1 2  « Biographie Florent Pagny », sur cheriefm.fr.
17. ↑  « Est-ce que tu me suis ? », sur chartsinfrance.net, 2011.
18. ↑  « Si tu veux m'essayer », sur chartsinfrance.net.
19. ↑  « Pagny condamné à payer 15 000 euros. », sur LCI, 27 septembre 2020.
20. ↑  « Prison avec sursis et 15000 euros d’amende pour Florent Pagny. », sur 20minutes.fr, 5 mars 2006.
21. 1 2 3  « Ancien fraudeur et exilé fiscal, Florent Pagny fait l'éloge de notre système de santé : quelle époque ! », sur marianne.net, 20 novembre 2023.
22. ↑  « Florent Pagny passe dans le privé. », sur parismatch.com, 28 août 2011.
23. ↑  « Florent Pagny arrêtera The Voice en 2018 et trouve que "Macron, ça rime avec pas con" », sur LExpress.fr (consulté le 29 avril 2016).
24. ↑  Quels sont les flops musicaux de 2012 ? Charts in France, 3 janvier 2012.
25. ↑  Nouveau single : Les murs porteurs, sur lci.tf1.fr, consulté le 17 juin 2014.
26. ↑  Hamard, Jonathan. "Vieillir avec toi" : Florent Pagny reçoit un disque de diamant pour ses ventes. In : Pure charts, 10 juillet 2014.
27. ↑  « Il Divo : Voici le mini-clip de « Aimer » en duo avec Natasha St-Pier », sur stephanelarue.com, 2014 (consulté le 22 novembre 2014).
28. ↑  Julien Lagueyrie, « Habana, le nouvel album en espagnol de Florent Pagny », sur France Bleu, 9 mars 2016 (consulté le 9 mars 2016).
29. ↑  Florent Pagny dévoile Encore, le premier extrait de son nouvel album Habana, sur rtl.fr, consulté le 14 mars 2016.
30. ↑  « Le présent d'abord: le nouveau titre de Florent Pagny composé par Maître Gims », sur BFM TV, 11 mai 2017 (consulté le 7 août 2017).
31. ↑  « Florent Pagny annonce la sortie d'un nouvel album pour le 30 mars ! », sur RFM, 26 février 2018 (consulté le 16 mars 2018).
32. ↑  Jade Olivier, « "Elle m'apprend la jalousie et je suis un excellent élève" : les confidences de Florent Pagny sur sa relation "toxique" avec l'actrice Patricia Millardet, disparue en 2020 », sur www.programme-tv.net, 6 avril 2023 (consulté le 13 août 2024)
33. ↑  Emeline Frete, « Florent Pagny se livre sur sa relation toxique et méconnue avec une actrice aujourd’hui décédée », sur Ohmymag, 24 avril 2023 (consulté le 6 juillet 2023).
34. ↑  « Vanessa Paradis et Florent Pagny », MSN, 12 juin 2012 (consulté le 25 décembre 2012).
35. ↑  « Florent Pagny parle de son ex : Vanessa Paradis n'a pas voulu faire de duo avec lui ! », PurePeople.com, 25 mai 2009 (consulté le 25 décembre 2012), Citation : « ...Vanessa Paradis, avec qui il est resté trois ans de 1988 à 1991 ».
36. ↑  « Gasquet, Hallyday, Delon : nos très chers exilés fiscaux… », Midi libre, 10 octobre 2013.
37. ↑  « Florent Pagny condamné pour fraude fiscale - Les Echos », Les Échos, 28 janvier 2005 (consulté le 1er mai 2018).
38. ↑  Judith Korber, « Florent Pagny révèle le montant de ses impôts et la note est salée ! », LCI, 29 avril 2016.
39. ↑  Aurélie Raya, « Florent Pagny et Azucena : Et maintenant Miami », Paris Match, 19 avril 2011.
40. ↑  Patrick Cabannes, « Florent Pagny : « En Argentine, je suis libre ! » », Le Figaro, 26 avril 2013.
41. ↑  « "Pourquoi m'en priver?" : Florent Pagny revient sur son installation au Portugal », L'Express, 28 septembre 2017 (consulté le 29 septembre 2017).
42. ↑  « Réponse à Florent Pagny : notre liberté de diffuser », le Parisien, 28 septembre 2017 (consulté le 1er mai 2018).
43. 1 2  « Florent Pagny : sa rencontre avec Emmanuel Macron... au sujet de ses impôts ! », sur programme.tv, 5 novembre 2020.
44. ↑  « Florent Pagny, ce changement radical pour sa fille Aël : « Je ne fais pas ça pour lui faire plaisir mais… » », Europe 1, 13 juin 2023 (consulté le 15 juin 2023).
45. ↑  « Florent Pagny souffre d’un cancer du poumon, sa tournée annulée », La Voix du Nord, 25 janvier 2022 (consulté le 25 janvier 2022).
46. ↑  « "Je me sens de mieux en mieux": Florent Pagny donne des nouvelles sur son état de santé », sur bfmtv.com (consulté le 30 octobre 2022).
47. ↑  « « Pas le scénario qu’on espérait » Florent Pagny se confie sur son cancer », 20 Minutes, 5 mars 2023 (consulté le 8 mars 2023).
48. ↑  « tf1info.fr/sante/je-vais-faire-une-troisieme-chimio-florent-pagny-donne-de-ses-nouvelles-apres-sa-rechute-du-cancer-des-poumons ».
49. ↑  « Florent Pagny dévoile le premier duo de son nouvel album », RTL, 11 juillet 2023 (consulté le 4 novembre 2024).
50. ↑  « "Ça va impeccable" : Florent Pagny donne des nouvelles rassurantes sur son combat contre le cancer », BFM TV (consulté le 18 juin 2023).
51. ↑  « Florent Pagny malade et hospitalisé : son cancer aurait « gagné une autre partie du poumon »… Ce que l’on sait de son état de santé », Version Femina (consulté le 4 novembre 2024).
52. ↑  Leandro Carvalho, « Florent Pagny : sa biographie bat des records », Gala, 11 avril 2023 (consulté le 18 juin 2025).
53. ↑  Flora Monbec, « Florent Pagny en concert solidaire pour ELA, ce soir sur TF1 », sur Ouest-France, 1er septembre 2023 (consulté le 1er septembre 2023).
54. 1 2 3  « Les certifications & les ventes », sur InfoDisc (consulté le 13 mai 2016).
55. ↑  « "Toujours et encore" la nouvelle compilation de Florent Pagny », sur France Bleu, 26 octobre 2018 (consulté le 27 octobre 2018).
56. ↑  Obispo, Lavoine et Pagny dévoilent "Pour les gens du secours" en soutien aux soignants, sur huffingtonpost.fr, consulté le 3 avril 2020.
57. ↑  https://www.francebleu.fr/infos/medias-people/people-patricia-kaas-nouvelle-coach-de-the-voice-en-2025-1832763
58. ↑  Arrêté du 14 février 2025 portant nomination et promotion dans l'ordre des Arts et des Lettres